# 웅남초등학교
웅남초등학교는 대한민국 경상남도 창원시 성산구 상남동에 있는 공립 초등학교이다.

## 연혁
- 1932년 5월 1일 웅남공립보통학교 개교
- 1938년 4월 1일 웅남공립심상소학교 개칭[1]
- 1941년 4월 1일 웅남공립국민학교 개칭[2]
- 1986년 8월 31일 행정구역 개편으로 폐교
- 1994년 9월 1일 재개교
- 1996년 3월 1일 웅남초등학교로 개칭[3]
- 2009년 3월 2일 특수학급·영재학급(각 1학급) 개설
- 2009년 11월 27일 웅지관·자미원 개관, 인조잔디구장 준공
- 2010년 1월 13일 보육실 및 Wee클래스 신설
- 2019년 9월 1일 제13대 김진희 교장 부임
- 2020년 2월 14일 제78회 졸업(남:97명,여:73명,누계:13,876명)

2023년 12월 29일 제81회 졸업

## 참고 자료
- 웅남초등학교 - 한국교육학술정보원 학교알리미